# 爱丁堡华道夫-阿斯多里亚-卡利多尼亚酒店

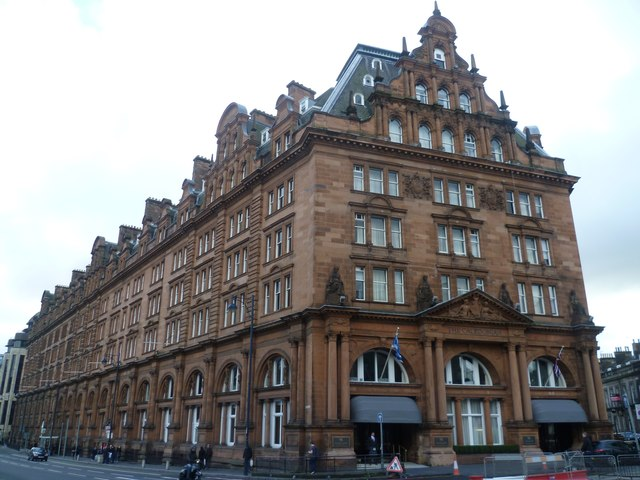

爱丁堡华道夫-阿斯多里亚-卡利多尼亚酒店（Waldorf Astoria Edinburgh - The Caledonian）于1903年12月在爱丁堡开张，是一个典型的英国传统的铁路大酒店。 它位于王子街的西端，列为A类登录建筑。

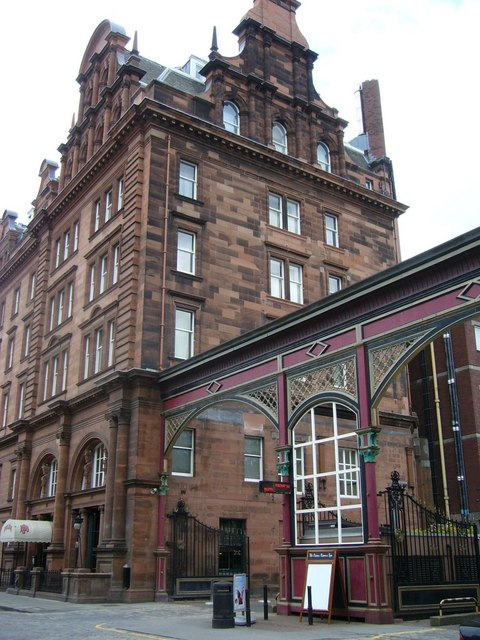

卡利多尼亚酒店（Caledonian Hotel）建于1899年到1903年，作为爱丁堡王子街火车站的一部分，被认为是1902年在王子街另一端开设的北不列颠酒店地竞争对手。 酒店的建筑师是John More Dick Peddie和George Washington Browne。。
该酒店在初期有205间客房，采用路易十五风格的装饰。从酒店前面的宏伟拱门可以进入火车站。 红色砂岩立面是该市的一处地标。
1965年，王子街车站关闭，并于1970年拆除。这为酒店扩建提供了空间，酒店外Rutland街停车场入口处的铸铁门是其唯一的剩余部分。 原车站的大钟，仍保存在酒店。
该酒店提供法国风味的菜肴，拥有米其林二星主厨Chris和Jeff Galvin。
卡利酒吧（Caley Bar）为爱丁堡国际艺穗节场地。